# Джипсі-Роуз Бланшар
Джипсі-Роуз Алсіда Бланшар-Андерсон, до шлюбу Бланшар (англ. Gypsy-Rose Alcida Blanchard, нар. 27 липня 1991) — американка, яка пережила Синдром Мюнхгаузена через доручення. Вона здобула всесвітню популярність, коли її засудили за вбивство другого ступеня в Спрінгфілді, штат Міссурі, за смерть її матері Ді Ді Бланшар, яка протягом усього життя застосовувала до Джипсі-Роуз фізичне, психологічне та медичне насильство, змушуючи її вдавати численні хвороби з метою фінансової та соціальної вигоди. Засуджена до 10 років позбавлення волі.
Її умовно-достроково звільнили через 8 років, наприкінці грудня 2023 року. Враховуючи сенсаційні аспекти дитинства Джипсі, включно з тим, що мати змушувала її прикидатися смертельно хворою, вона привернула широку увагу ЗМІ. Hulu випустила мінісеріал «Вдавання» (2019), який вийшов, коли вона ще була у в'язниці. З нею брали інтерв'ю в різноманітних телевізійних шоу, таких як «Доктор Філ», а також інші програми, засновані на її історії. У 2024 році на Lifetime відбулася прем'єра її власного реаліті-шоу Gypsy Rose: Life After Lock Up.

## Біографія

### Раннє життя
Джипсі-Роуз Бланшар народилася 27 липня 1991 року в родині 24-річної Клоддін «Ді Ді» Бланшар (до шлюбу Пітр) і 18-річного Рода Бланшара. Її мати відпочатку почала стверджувати, що Джипсі-Роуз мала низку різних проблем зі здоров'ям з дитинства. Мати сказала їй, що у неї м'язова дистрофія і їй необхідні ходунки. Коли їй було 7 чи 8 років, вона разом зі своїм дідусем потрапила в невелику аварію на мотоциклі, під час якої отримала незначне садно коліна. Після цього Ді Ді сказала їй, що їй потрібен інвалідний візок.

### Переїзд до Міссурі
Після того, як ураган Катріна зруйнував їхній будинок у Луїзіані, Ді Ді та Джипсі-Роуз жили в орендованому будинку в Орорі на південному заході Міссурі. Протягом їхнього перебування там Джипсі-Роуз була відзначена Фондом Олі, який захищає права людей, які годуються через зонд, як Дитина року 2007. Увесь час Джипсі знала, що їй не потрібен зонд для годування, і знала, що може ходити, але продовжувала прикидатися через страх перед матір'ю. У 2008 році Habitat for Humanity побудувала для них невеликий будинок із пандусом для інвалідних візків і гідромасажною ванною в рамках більшого проєкту на північній стороні Спрінгфілда, на схід, і двоє переїхали туди. Історія матері-одиначки з дочкою з інвалідністю, яка була змушена тікати від спустошення Катріни, привернула значну увагу місцевих ЗМІ, і громада часто допомагала жінці, яку тепер називали Клауддіннеа Бланшард і яку вони знали як Ді Ді.
Багато людей, які зустрічали Джипсі-Роуз, були нею зачаровані. Її зріст 150 см, майже беззубий рот, великі окуляри та високий дитячий голос посилювали уявлення про те, що у неї були всі проблеми, про які стверджувала її мати. Ді Ді регулярно голила голову Джипсі-Роуз, щоб імітувати облисіння на хіміотерапії, нібито кажучи їй, що, оскільки її ліки з часом спричинять випадання волосся, краще поголити його заздалегідь; Джипсі-Роуз часто носила перуки або капелюхи, щоб прикрити лисину. Коли вони виходили з дому, Ді Ді часто брала з собою кисневий балон і трубку для годування; Джипсі-Роуз годували дитячою рідкою харчовою добавкою PediaSure навіть у її 20 років.
Ді Ді використовувала фізичне насильство, щоб контролювати дочку, завжди тримаючи її за руку в присутності інших. Коли Джипсі-Роуз казала щось, що вказувало на те, що вона справді не хвора, або здавалося, що це перевищувало її передбачувані розумові здібності, мати дуже міцно стискала її руку. Коли вони залишилися наодинці, Ді Ді била її руками або вішалкою.

### Зростання автономії
Здається, Ді Ді принаймні одного разу підробила копію свідоцтва про народження Джипсі-Роуз, змінивши дату її народження на 1995 рік, щоб підтвердити твердження, що вона була ще підліткою. Пізніше в інтерв'ю Джипсі-Роуз сказала, що протягом 14 років не була певна у своєму справжньому віці. Ді Ді іноді також стверджував, що оригінальне свідоцтво про народження було знищено під час повені після Катріни. У Ді Ді збереглася ще одна копія зі справжньою датою народження Джипсі. Джипсі пригадує, що бачила це під час одного з їхніх візитів до лікарні та розгубилася; Ді Ді сказала їй, що це була друкарська помилка.
Джипсі-Роуз відвідувала конференції наукової фантастики та фентезі з 2001 року, іноді в костюмі, оскільки вона могла влитися в їх різноманітні та інклюзивні спільноти у своєму інвалідному візку. На заході 2011 року вона зробила спробу втечі, яка завершилася тим, що мати знайшла її в готельному номері з чоловіком, якого вона зустріла онлайн. Знову Ді Ді надала документи, вказавши фальшиву, молодшу дату народження Джипсі-Роуз, і погрожувала повідомити поліцію. Джипсі-Роуз стверджує, що після цього Ді Ді розбила її комп'ютер молотком і погрожувала зробити те саме з її пальцями, якщо вона колись знову вислизне; Джипсі стверджує, що вона була прикута і прикута наручниками до ліжка протягом двох тижнів, однак ні наручників, ні повідка, ні ланцюгів вдома не знайшли. Пізніше Ді Ді розповіла Джипсі-Роуз, що вона подала в поліцію документи про те, що Джипсі-Роуз була психічно неповноцінною, що змусило її повірити, що якщо вона спробує звернутися до поліції за допомогою, вони їй не повірять.
Приблизно у 2012 році Джипсі-Роуз, яка продовжувала вільно користуватися Інтернетом і телефонувати, зв'язалася в Інтернеті з Ніколасом Годеджоном, чоловіком її віку з Біг-Бенду, штат Вісконсин, якого, за її словами, зустріла на християнському веб-сайті для неодружених.
У 2014 році Джипсі-Роуз зізналася 23-річній сусідці Алеї Вудмансі (яка, не знаючи, що Джипсі-Роуз ближча до її віку, вважала себе «старшою сестрою»), що вони з Годеджоном обговорювали втечу і навіть обрані імена для потенційних дітей. Джипсі-Роуз, яка мала п'ять окремих облікових записів у Facebook, і Годеджон фліртували в Інтернеті, їхній обмін іноді мав елементи БДСМ, які, як казала Джипсі, більше цікавили його. Вудменсі намагалася відповісти їй, що Джипсі-Роуз надто молода і, можливо, нею скористався сексуальний хижак. Вона вважала плани Джипсі-Роуз лише «фантазіями та мріями, і нічого подібного насправді ніколи не здійсниться». Попри спроби Ді Ді перешкодити їй користуватися Інтернетом, які дійшли до знищення телефону та ноутбука її доньки, Джипсі-Роуз підтримувала зв'язок із Вудмансі, яка зберігала роздруківки її дописів, до 2014 року.
Наступного року Джипсі-Роуз організувала та оплатила поїздку Годеджона до Спрінгфілда. Вона планувала прикинутися, що вперше зустріла Годеджона в кінотеатрі зі своєю матір'ю, а потім, схоже, зав'язала стосунки на основі передбачуваної випадкової зустрічі. Коли вони зустрілися особисто, каже Годеджон, Джипсі-Роуз повела його до ванної кімнати, де двоє займалися сексом. Двоє продовжили спілкування в Інтернеті та почали розробляти план вбивства Ді Ді.

### Вбивство Ді Ді Бланшар
Годеджон повернувся до Спрінгфілда 10 червня 2015 року, коли Джипсі-Роуз і її мати були на прийомі у лікаря. Після того, як вони повернулися додому і Ді Ді пішла спати, він пішов до будинку Бланшарів. Джипсі-Роуз впустила його та нібито дала йому клейку стрічку, рукавички та ніж, пообіцявши, що він використає їх для вбивства Ді Ді.
Вона сховалася у ванній і закрила вуха, щоб не чути криків матері. Тоді Годеджон завдав Ді Ді 17 ударів ножем у спину, коли вона спала. Після цього двоє займалися сексом у кімнаті Джипсі-Роуз і вкрали понад 4400 доларів готівкою, які Ді Ді зберігала в будинку, в основному з чеків на аліменти. Вони втекли до мотелю за Спрінгфілдом, де залишилися кілька днів, поки планували свій наступний переїзд; протягом цього часу їх бачили на камерах відеоспостереження в кількох магазинах. Тоді Джипсі-Роуз сказала, що вона вважала, що ці двоє зійшли з рук за свій злочин.
Вони відправили поштою знаряддя вбивства додому Годеджона у Вісконсіні, щоб їх не спіймали з ним, а потім поїхали туди автобусом. Кілька свідків, які бачили пару по дорозі на станцію Greyhound, відзначили, що Джипсі була в світлій перуці і ходила без сторонньої допомоги.

### Розслідування та арешти
Побачивши тривожні статуси Facebook, опубліковані з облікового запису Ді Ді, друзі Бланшардів запідозрили, що щось не так. Коли телефонні дзвінки залишилися без відповіді, кілька друзів і сусідів зайшли до будинку. Хоча друзі та сусіди знали, що ці двоє часто виїжджали в медичні поїздки без попередження, вони побачили модифіковану машину Ді Ді все ще на під'їзді, що робило поїздку без попередження малоймовірною. Захисна плівка на вікнах ускладнювала огляд всередині при слабкому освітленні. Двері ніхто не відчинив, тож друзі, які зібралися, подзвонили за номером 9-1-1. Коли поліцейські прибули, їм довелося чекати, поки видадуть ордер на обшук, перш ніж вони могли увійти, але вони дозволили одному із сусідів залізти через вікно. Він повідомив, що всередині будинку майже нічого не було порушено, і там були інвалідні візки Джипсі-Роуз.
Коли було видано ордер, поліція увійшла в будинок і знайшла тіло Ді Ді. Сусіди були стурбовані тим, як Джипсі обійдеться без свого інвалідного візка, ліків і допоміжного обладнання, такого як кисневі балони та трубка для годування. Друзі створили обліковий запис GoFundMe, який було створено для оплати витрат на похорон Ді Ді та, можливо, Джипсі-Роуз.
Вудменсі, яка була серед тих, хто зібралися на галявині Бланшардів, розповіла поліції, що вона знала про Джипсі-Роуз і її таємного хлопця. Вона показала їм збережені роздруківки, на яких було його ім'я. На основі цієї інформації поліція звернулася до Facebook з проханням відстежити IP-адресу, з якої були зроблені публікації в обліковому записі Ді Ді. Виявилося, що це було у Вісконсині, і наступного дня поліцейські служби округу Вокеша провели обшук у будинку Годеджонів у Біг-Бенді. Годеджон і Джипсі-Роуз здалися і були взяті під варту за звинуваченням у вбивстві та тяжкому злочині.
Звістку про те, що Джипсі-Роуз у безпеці, сприйняли з полегшенням у Спрінгфілді, куди її та Годеджона незабаром екстрадували та взяли під заставу в 1 мільйон доларів. Але, оголошуючи цю новину, шериф округу Грін Джим Арнотт попередив, що «все не завжди те, що здається». ЗМІ в Спрінгфілді незабаром розповіли правду про життя Бланшардів: Джипсі-Роуз ніколи не хворіла і завжди могла ходити, але мати змушувала її прикидатися протилежним, застосовуючи фізичне насильство, щоб контролювати її. Арнотт закликав людей не жертвувати гроші родині, доки слідчі не дізнаються масштаби шахрайства.
Джипсі-Роуз визнала себе винною у вбивстві другого ступеня та була засуджена до десяти років ув'язнення. Годеджона визнали винним у вбивстві першого ступеня та засудили до довічного ув'язнення без умовно-дострокового звільнення та додаткових 25 років за збройні злочинні дії.

### В'язниця
Перебуваючи у в'язниці, Бланшар заручилася з чоловіком на ім'я Кен Уркер, з яким познайомилася через програму листування. Згодом вони припинили свої стосунки. У липні 2022 року вона одружилася з учителем Луїзіани Раяном Андерсоном на тюремній церемонії без гостей.

### Після тюрми
Бланшар була умовно-достроково звільнена 28 грудня 2023 року, відбувши вісім років із десятирічного ув'язнення. Вона оголосила, що її електронна книга Released: Conversations on The Eve of Freedom, 2024. Бланшар почала давати інтерв'ю різним виданням новин і телевізійним програмам. У своєму першому телевізійному інтерв'ю 5 січня вона виступила з Good Morning America та CNN. Пізніше того ж дня вона з'явилася в епізоді The View, в якому вона обговорювала своє звільнення з в'язниці та свої плани на майбутнє.
Бланшар і Андерсон зняли документальний серіал про своє життя під час і після її звільнення з в'язниці. Прем'єра серіалу під назвою Gypsy-Rose: Life After Lock Up відбулася на Lifetime у червні 2024 року.
10 березня 2024 року Бланшар видалила свої акаунти в Instagram та X. Під час свого розквіту її обліковий запис в Instagram накопичив 7,8 мільйонів підписників.
14 березня вона оголосила в уже видаленому TikTok, що планує зберегти свій обліковий запис, але потім видалила свій TikTok. Відтоді вона знову його активувала.
28 березня 2024 року Бланшар оголосила про розлучення з Андерсоном у заяві, опублікованій у її приватному обліковому записі Facebook, отриманому журналом People.
«Люди запитували, що відбувається в моєму житті. На жаль, ми з чоловіком переживаємо розлуку, і я переїхала з батьками додому в затоку. Мене підтримують моя родина та друзі, які допомагають мені в цьому я вчуся слухати своє серце прямо зараз мені потрібен час, щоб дозволити собі знайти… хто я є».
Бланшар збирається з'явитися в п'ятому сезоні реаліті-шоу Hulu The Kardashians.
30 квітня 2024 року Бланшар оголосила через TMZ, що відновила стосунки зі своїм колишнім нареченим Кеном Уркером. 9 липня 2024 року Бланшар оголосила, що вони з Уркером очікують на народження першої дитини, яка народиться в січні 2025 року.

## У масовій культурі
У кіно та на телебаченні було багато зображень Джипсі-Роуз і Ді Ді Бланшар. У 2017 році канал HBO випустив документальний фільм «Мамочка мертва та найдорожча». Він включав ексклюзивні інтерв'ю Бланшара та Годежона. Епізод мережевого ток-шоу CBS «Доктор Філ»"Мати знає краще: історія Мюнхгаузена через доручення та вбивство" з інтерв'ю з Джипсі Роуз, її батьком і мачухою, прем'єра якого відбулася 21 листопада 2017 року. У 2019 році Hulu випустила мінісеріал Вдавання з восьми частин. Джої Кінг зіграв Джипсі-Роуз, а Патриція Аркетт зіграла Ді Ді. Драг-квін BOA зіграла Джипсі-Роуз для гри у ривок у першому сезоні канадської перегони Drag Race. 5 січня 2024 року телеканал Lifetime TV випустив документальний серіал із шести частин під назвою «Тюремні зізнання Джипсі Роуз Бланшар».

## Фільмографія
| Рік  | Назва                               | Роль                                                                         | Прим.         |
| ---- | ----------------------------------- | ---------------------------------------------------------------------------- | ------------- |
| 2017 | Мамочка мертва та найдорожча        | Документальний; з'являється як в тюремному інтерв'ю, так і в архівних кадрах | .             |
| 2017 | Доктор Філ                          | Гість; тюремна співбесіда; 2 епізоди                                         | [ 41 ]        |
| 2018 | Нічна лінія ABC News                | Гість; тюремне інтерв'ю                                                      | [ 42 ]        |
| 2018 | Помста Джипсі                       | Тюремна співбесіда; Камео кадри                                              | [ 43 ]        |
| 2024 | Доброго ранку, Америка              | Гість; 2 епізоди                                                             | [ 44 ]        |
| 2024 | Вид                                 | Гість; 1 епізод                                                              | [ 23 ]        |
| 2024 | Тюремна сповідь Джипсі Роуз Бланшар | Документальний серіал                                                        | [ 45 ]        |
| 2024 | Джипсі-Роуз: життя після замку      | Реаліті-серіал                                                               | [ 46 ]        |
| 2024 | Кардашьяни                          | Гість; 1 епізод                                                              | [ 31 ] [ 47 ] |
| 2024 | Цього ранку                         | Гість; 1 епізод                                                              |               |

## Дивіться також
- Синдром Мюнхгаузена
- «Мамочка мертва та найдорожча»
- Вдавання